# Five Miles Out (singel)
Five Miles Out – utwór Mike’a Oldfielda, wydany jako singel w lutym 1982 roku, pochodzący z albumu Five Miles Out.
Utwór jest wynikiem traumatycznego lotu, który Oldfield wraz ze swymi muzykami odbyli pomiędzy koncertami w czasie hiszpańskiej części trasy koncertowej. W wyniku podania pilotowi nieprawidłowej prognozy pogody, samolot wleciał w burzę. Samolot nie był przystosowany do wzbicia się ponad chmury, natomiast góry uniemożliwiały wylądowanie. Pilotem podczas feralnego lotu był sam Mike Oldfield, samolot był jego własnością (w tekście piosenki pojawiają się słowa: What will you do when You’re falling, Victor Juliet your identity - Co zrobisz gdy spadasz? Twój identyfikator: Victor Juliet - był to identyfikator rejestracyjny awionetki należącej do artysty), a na pokładzie znajdował się również Richard Branson - założyciel i właściciel Virgin Records, wytwórni wydającej wówczas płyty Oldfielda.
Teledysk dostępny jest na DVD Elements.

## Spis utworów
1. „Five Miles Out” – 4:19
2. „Punkadiddle” (Live) – 5:37